# Vitreledonella richardi
Vitreledonella richardi е вид октопод от семейство Vitreledonellidae. Видът не е застрашен от изчезване.

## Разпространение и местообитание
Разпространен е в Австралия, Американска Самоа, Американски Вирджински острови, Ангола, Ангуила, Антигуа и Барбуда, Бангладеш, Барбадос, Бахамски острови, Бенин, Бермудски острови, Бразилия, Британска индоокеанска територия, Британски Вирджински острови, Бруней, Вануату, Великобритания, Венецуела, Виетнам, Габон, Гамбия, Гана, Гваделупа, Гватемала, Гвиана, Гвинея, Гвинея-Бисау, Гренада, Гуам, Демократична република Конго, Доминика, Доминиканска република, Еквадор, Екваториална Гвинея, Западна Сахара, Източен Тимор, Индия, Индонезия, Ирландия, Испания, Камбоджа, Камерун, Канада, Кения, Кирибати, Китай, Кокосови острови, Колумбия, Коста Рика, Кот д'Ивоар, Куба, Либерия, Мавритания, Мадагаскар, Макао, Малайзия, Малдиви, Малки далечни острови на САЩ, Мароко, Мартиника, Маршалови острови, Мексико, Мианмар, Микронезия, Мозамбик, Монсерат, Намибия, Науру, Нигерия, Никарагуа, Ниуе, Нова Зеландия, Нова Каледония, Остров Рождество, Острови Кук, Палау, Панама, Папуа Нова Гвинея, Перу, Питкерн, Португалия, Провинции в КНР, Пуерто Рико, Салвадор, Самоа, САЩ, Свети Мартин, Северна Корея, Северни Мариански острови, Сейнт Винсент и Гренадини, Сейнт Китс и Невис, Сейнт Лусия, Сен Бартелми, Сенегал, Сиера Леоне, Сингапур, Соломонови острови, Сомалия, Суринам, Тайван, Тайланд, Танзания, Того, Токелау, Тонга, Тринидад и Тобаго, Тувалу, Търкс и Кайкос, Уолис и Футуна, Уругвай, Фиджи, Филипини, Франция, Френска Гвиана, Френска Полинезия, Хаити, Хондурас, Хонконг, Шри Ланка, Южна Африка, Южна Корея и Япония.
Среща се на дълбочина от 165 до 1690 m, при температура на водата от 4,1 до 19 °C и соленост 34,4 – 36,6 ‰.